# Ambassade de France en Arménie
L'ambassade de France en Arménie est la représentation diplomatique de la République française auprès de la république d'Arménie. Elle est située à Erevan, la capitale du pays, et son ambassadeur est, depuis 2023, Olivier Decottignies.

## Ambassade

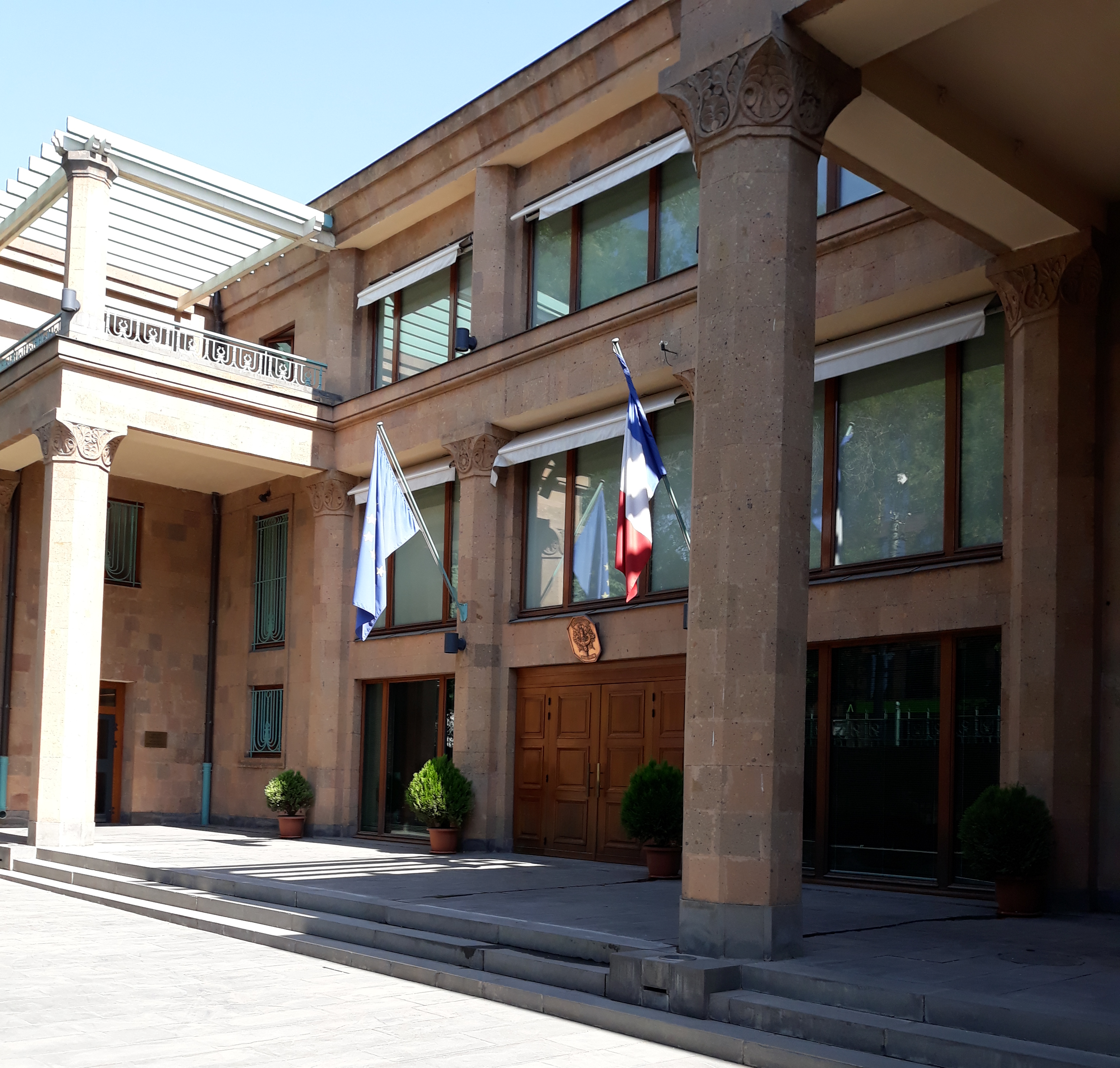
Ambassade de France à Erevan.

L'ambassade est située à proximité de la mairie d'Erevan, ainsi que de l'ambassade d'Italie. Elle accueille le consulat de France.

## Histoire
Après l'effondrement de l'Union soviétique et l'indépendance de la république d'Arménie, une représentation diplomatique française s'ouvre dans l'hôtel Hrazdan, à Erevan. Cette première ambassade, installée dans trois étages de l'hôtel, officiera de 1992 à 1995.
En 1995, l'ambassade de France déménage au 8, rue Grigor-Loussavoritch, en face de la mairie d'Erevan. Le bâtiment était à l'époque soviétique un restaurant, puis la Maison des comédiens du Théâtre Sundukyan, tout proche, avant d'être détruit et reconstruit pour y installer l'ambassade de France. Les travaux de reconstruction ont été menés par l'architecte français d'origine arménienne Alain Daronian. La forme du bâtiment est conservée, mais un étage a été ajouté.

## Ambassadeurs de France en Arménie
| De   | À    | Ambassadeur               |
| ---- | ---- | ------------------------- |
| 1992 | 1996 | France de Hartingh        |
| 1996 | 2002 | Michel Legras             |
| 2003 | 2006 | Henry Cuny                |
| 2006 | 2010 | Serge Smessow             |
| 2010 | 2014 | Henri Reynaud             |
| 2014 | 2017 | Jean-François Charpentier |
| 2017 | 2021 | Jonathan Lacôte           |
| 2021 | 2023 | Anne Louyot               |
| 2023 | auj. | Olivier Decottignies      |

## Consulat

### Communauté française
Au 31 décembre 2016, 548 Français sont inscrits sur les registres consulaires en Arménie.
| 2001 | 2002 | 2003 | 2004 |
| ---- | ---- | ---- | ---- |
| 436  | 458  | 487  | 446  |

| 2005 | 2006 | 2007 | 2008 |
| ---- | ---- | ---- | ---- |
| 401  | 510  | 493  | 509  |

| 2009 | 2010 | 2011 | 2012 |
| ---- | ---- | ---- | ---- |
| 513  | 600  | 591  | 574  |

| 2013 | 2014 | 2015 | 2016 |
| ---- | ---- | ---- | ---- |
| 554  | 588  | 529  | 548  |

### Circonscriptions électorales
Depuis la loi du 22 juillet 2013 réformant la représentation des Français établis hors de France avec la mise en place de conseils consulaires au sein des missions diplomatiques, les ressortissants français de la circonscription recouvrant l'Arménie et la Géorgie élisent pour six ans un conseiller consulaire. Ces derniers ont trois rôles :
1. il est un élu de proximité pour les Français de l'étranger ;
2. il appartient à l'une des quinze circonscriptions qui élisent en leur sein les membres de l'Assemblée des Français de l'étranger ;
3. il intègre le collège électoral qui élit les sénateurs représentant les Français établis hors de France.

Pour l'élection à l'Assemblée des Français de l'étranger, l'Arménie appartenait jusqu'en 2014 à la circonscription électorale de Moscou, comprenant aussi l'Azerbaïdjan, la Biélorussie, la Géorgie, le Kazakhstan, le Kirghizistan, la Moldavie, l'Ouzbékistan, la Russie, le Tadjikistan, le Turkménistan et l'Ukraine, et désignant un siège. L'Arménie appartient désormais à la circonscription électorale « Europe Centrale et orientale » dont le chef-lieu est Varsovie et qui désigne trois de ses 19 conseillers consulaires pour siéger parmi les 90 membres de l'Assemblée des Français de l'étranger.
Pour l'élection des députés des Français de l’étranger, l'Arménie dépend de la 11e circonscription.